# リチャード・ハンドコック (第4代カースルメイン男爵)

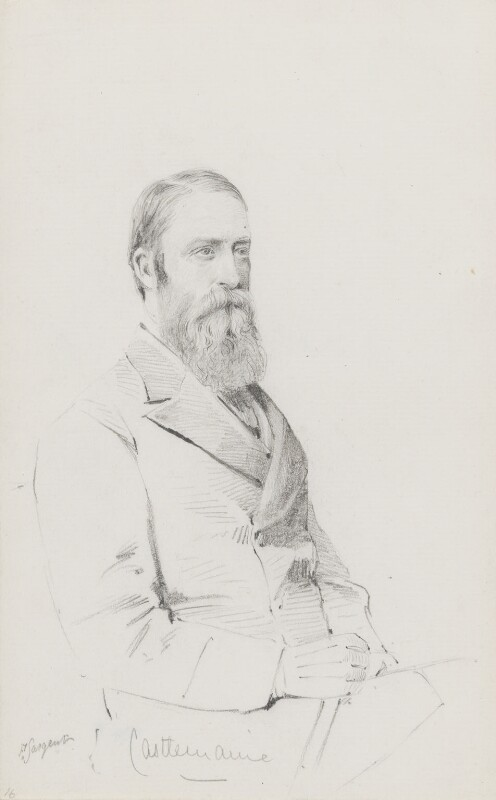
フレデリック・サージェント（Frederick Sargent）による素描、1870年代。

第4代カースルメイン男爵リチャード・ハンドコック（英語: Richard Handcock, 4th Baron Castlemaine、1826年7月25日 – 1892年4月26日）は、イギリスの貴族、政治家。1874年から1892年までアイルランド貴族代表議員を務めた。

## 生涯
第3代カースルメイン男爵リチャード・ハンドコックと妻マーガレット（Margaret、旧姓ハリス（Harris）、1867年1月27日没、マイケル・ハリスの次女）の長男として、1826年7月25日にアスローンで生まれた。王立陸軍士官学校に入学して士官候補生になった後、1844年4月12日にエンサイン（歩兵少尉）としての辞令を購入して、第24歩兵連隊に配属された。中尉に昇進した後、1847年1月22日に第41歩兵連隊に転じた。1852年11月26日、大尉に昇進した。1854年3月、陸軍から引退した。
1869年7月4日に父が死去すると、カースルメイン男爵位を継承した。1874年5月9日にアイルランド貴族代表議員に選出され、1892年に死去するまで務めた。
1876年時点でウェストミーズ県に11,444エーカーの、ロスコモン県に597エーカーの領地を所有し、合計で年収7,254ポンド相当だった。1883年時点でも領地の面積は同じであり、領地からの収入は年収8,919ポンド相当だった。
ウェストミーズ県で治安判事と副統監を務めたほか、1889年1月14日にウェストミーズ統監に任命され、1892年に死去するまで務めた。
1892年4月26日、心臓病によりモイドラム城で死去、息子アルバート・エドワードが爵位を継承した。

## 家族
1857年2月10日、ルイーザ・マティルダ・ハリス（Louisa Matilda Harris、1836年2月10日 – 1892年1月31日 モイドラム城、第2代ハリス男爵ウィリアム・ハリスの娘）と結婚、3男5女をもうけた。
- リチャード・テンプル（1859年11月26日 – 1860年4月12日[1]）
- アグネス・イザベラ（1861年2月7日[9] – 1908年1月4日） - 1885年2月5日、コンウェイ・リチャード・ドブス・ヒギンソン（Conway Richard Dobbs Higginson、サー・ジェームズ・ヒギンソンの息子）と結婚、子供あり[10]
- フローレンス・マーガレット（1862年2月20日[9] – 1934年4月1日） - 1886年1月14日、ヒューバート・ジョン・ブロートン・アダーリー（Hubert John Broughton Adderley、1931年4月9日没）と結婚、子供あり[10]
- アルバート・エドワード（1863年3月26日 – 1937年7月6日） - 第5代カースルメイン男爵[10]
- ロバート・アーサー（1864年4月19日 – 1954年5月31日） - 第6代カースルメイン男爵[10]
- イーディス・ルイーザ（1865年9月1日[9] – 1891年10月10日、第2代ロスミード男爵ハーキュリーズ・ロビンソン（1933年5月26日没）と結婚[10]
- マーガレット/メタ（Margaret/Meta、1867年2月2日[9] – 1937年3月1日） - 1891年6月30日、デイヴィッド・ノックス・ラットレッジ（David Knox Ruttledge）と結婚[10]
- アリス（1868年2月10日[9] – 1937年2月26日） - 1892年10月12日、ミード・ジェームズ・クロスビー・デニス（Meade James Crosbie Dennis、1945年10月27日没）と結婚、子供あり[10]